# Charmaleh-ye Pā‘īn
Charmaleh-ye Pā‘īn (persiska: چرمله پائین, Charmaleh-ye Soflá) är en ort i Iran.   Den ligger i provinsen Kermanshah, i den nordvästra delen av landet, 300 km väster om huvudstaden Teheran. Charmaleh-ye Pā‘īn ligger 1 978 meter över havet och antalet invånare är 861.
Terrängen runt Charmaleh-ye Pā‘īn är huvudsakligen kuperad, men norrut är den bergig.Runt Charmaleh-ye Pā‘īn är det ganska tätbefolkat, med 72 invånare per kvadratkilometer. Charmaleh-ye Pā‘īn är det största samhället i trakten. Trakten runt Charmaleh-ye Pā‘īn består i huvudsak av gräsmarker.